# Eviridemas
Eviridemas là một chi bướm đêm thuộc họ Noctuidae.

## Loài
- Eviridemas minuta (Barnes & McDunnough, 1910)